# III Sides to Every Story
| Recensione | Giudizio |
| ---------- | -------- |
| AllMusic   |          |

III Sides to Every Story è il terzo album in studio del gruppo musicale statunitense Extreme, pubblicato il 22 settembre 1992 dalla A&M Records.
Nonostante si tratti del lavoro più completo e ambizioso della discografia del gruppo, l'album si è rivelato un parziale insuccesso commerciale se paragonato al precedente Pornograffitti. Tuttavia è stato apprezzato dalla critica specializzata ed è comunque riuscito a ottenere buone posizioni in classifica.

## Il disco
Il disco è strutturato come un concept album diviso in tre lati – i "III Sides to Every Story" indicati nel titolo – che tentano di mostrare i tre diversi punti di vista della vita: il tuo ("Yours"), il mio ("Mine") e la verità ("The Truth"). I tre lati si contraddistinguono per lo stile musicale differente e le tematiche affrontate.
Yours è composto prevalentemente da canzoni hard rock nello stile classico che la band aveva proposto nei lavori precedenti. Le tendenze funk metal sono presenti in tracce quali Cupid's Dead, che include inoltre una sezione in rapping. Nel complesso, il primo lato tratta di argomenti di stampo politico: la guerra (Warheads), la pace (Rest in Peace), il governo (Politicalamity), il razzismo (Color Me Blind), i mezzi di comunicazione (Cupid's Dead). Sommando tutte queste tematiche, il lato si chiude con Peacemaker Die, un tributo a Martin Luther King, in cui è inclusa una parte di registrazione del famoso discorso I have a dream.
Mine, in netto contrasto, affronta tematiche introspettive. Il secondo lato si rivela inoltre musicalmente più sperimentale rispetto al primo, in quanto la band si allontana dal suo stile classico per provare nuovi arrangiamenti, con Nuno Bettencourt che in alcune tracce sostituisce il suono di tastiere a quello di chitarra. La traccia d'apertura, Seven Sundays, è un lento valzer in cui emerge in maniera lampante il cambio di stile intrapreso nel nuovo lato. Tragic Comic è un brano prevalentemente acustico che descrive in modo ironico una storia d'amore. Our Father è cantata dal punto di vista di un figlio che soffre l'assenza di suo padre (anche se il testo può essere interpretato come un riferimento a Dio). Con Stop the World, l'album inizia ad approfondire argomenti più filosofici, ponendo alcuni dubbi esistenziali che conducono fino al tema della religione nei due brani successivi. Il secondo lato si conclude infatti con God Isn't Dead?, in cui il cantante Gary Cherone invita il proprio Dio a farsi sentire, e Don't Leave Me Alone, che è invece un appello drammatico. Quest'ultima non è inclusa nella versione CD dell'album per esigenze di spazio.
The Truth, infine, è costituita da una sezione divisa in tre parti intitolata Everything Under the Sun, che chiude l'intero album. Il terzo lato incorpora diversi elementi progressive rock, con diversi cambi di tempo e arrangiamenti intricati, con l'accompagnamento di un'orchestra composta da ben 70 elementi. Da un punto di vista lirico, viene ulteriormente sviluppato il tema spirituale introdotto alla fine del lato precedente, con l'evocazione di diverse immagini di stampo cristiano. Il lungo finale mette a confronto i diversi punti di vista analizzati nei due lati precedenti, giungendo alla conclusione che non esiste nessuna verità assoluta: ognuno è libero di pensare con la propria mente senza farsi condizionare dalle regole e dalle dottrine imposte dalla società.
Le parti orchestrali sono state registrate presso i celebri Abbey Road Studios di Londra, in Inghilterra. L'uso di Abbey Road può essere percepito come un altro cenno ai Beatles, insieme ai vari riferimenti lirici presenti in tutto l'album: Cupid's Dead cita un verso di A Day in the Life; God Isn't Dead? cita Eleanor Rigby; e Rest in Peace cita la frase "Give Peace a Chance" di John Lennon.

## Tracce
Testi e musiche di Gary Cherone e Nuno Bettencourt.
Yours
1. Warheads – 5:18
2. Rest in Peace – 6:02
3. Politicalamity – 5:04
4. Color Me Blind – 5:00
5. Cupid's Dead – 5:56
6. Peacemaker Die – 6:04

Mine
1. Seven Sundays – 4:18
2. Tragic Comic – 4:44
3. Our Father – 4:02
4. Stop the World – 5:58
5. God Isn't Dead? – 2:02
6. Don't Leave Me Alone (solo nelle edizioni LP e MC) – 5:43

The Truth
1. Everything Under the Sun – 21:39

## Formazione
Gruppo
- Gary Cherone – voce
- Nuno Bettencourt – chitarre, tastiere, pianoforte, organo Hammond, percussioni, cori, produzione
- Pat Badger – basso, cori
- Paul Geary – batteria, percussioni, cori

Altri musicisti
- Steven Sigurdson – violoncello
- Geremy Miller – violino

Produzione
- Bob St. John – produzione, ingegneria del suono, missaggio
- John Kurlander – ingegneria del suono (orchestra)
- Bob Ludwig – mastering presso il Masterdisk di New York
- Liz Vap – direzione artistica
- Michael Lavine – fotografia

## Classifiche
| Classifica (1992) | Posizione massima |
| ----------------- | ----------------- |
| Australia         | 42                |
| Austria           | 27                |
| Canada            | 10                |
| Finlandia         | 2                 |
| Francia           | 29                |
| Germania          | 20                |
| Giappone          | 5                 |
| Norvegia          | 17                |
| Nuova Zelanda     | 12                |
| Paesi Bassi       | 13                |
| Regno Unito       | 2                 |
| Stati Uniti       | 10                |
| Svezia            | 14                |
| Svizzera          | 14                |